# Отроківський дендропарк
Отро́ківський дендропа́рк — дендрологічний парк місцевого значення в Україні. Розташований у межах Кам'янець-Подільського району Хмельницької області, в центральній частині села Отроків. 
Площа 1,3 га. Статус надано згідно з рішенням 10 сесії обласної ради від 29.02.2000 року № 10 (змінено категорію рішенням сесії обласної ради від 11.07.2007 року № 23-9/2007). Перебуває у віданні: Отроківська сільська рада. 
Статус надано для збереження дендрологічного парку, створеного у XVIII—XIX ст. 